# 桑莫兰维莱
桑莫兰维莱（法語：Sains-Morainvillers，法語發音：[sɛ̃ mɔʁɛ̃vile]）是法国瓦兹省的一个市镇，属于克莱蒙区。

## 地理
桑莫兰维莱（49°34'25"N, 2°28'14"E）面积12.42 平方千米，位于法国上法蘭西大區瓦兹省，该省份为法国北部内陆省份，北起索姆省，西接厄尔省和滨海塞纳省，南至塞纳-马恩省和瓦兹河谷省，东临埃纳省。
与桑莫兰维莱接壤的市镇（或旧市镇、城区）包括：布兰维莱拉莫特、小克雷沃克尔、加讷、拉埃雷勒、迈涅莱-蒙蒂尼、韦勒-佩雷讷。
桑莫兰维莱的时区为UTC+01:00、UTC+02:00（夏令时）。

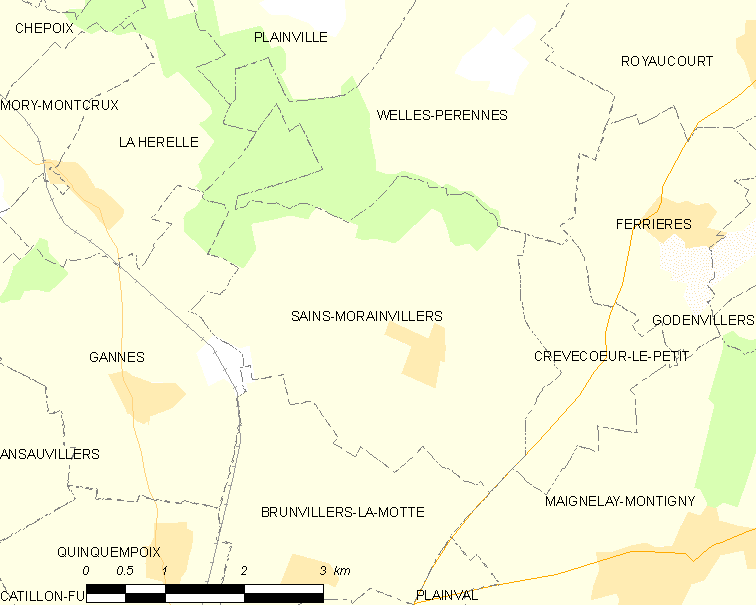
桑莫兰维莱的OSM定位图

## 行政
桑莫兰维莱的邮政编码为60420，INSEE市镇编码为60564。

## 政治
桑莫兰维莱所属的省级选区为埃斯特雷圣但尼县。

## 人口

1962-2008年间桑莫兰维莱人口变化图示

桑莫兰维莱于2022年1月1日时的人口数量为286人。